# Heinrich Roth (jésuite)
Pour les articles homonymes, voir Heinrich Roth et Roth.
Heinrich Roth, né le 18 décembre 1620 à Dillingen, en principauté épiscopale d'Augsbourg et décédé le 20 juin 1668 à Āgrā en Inde, est un prêtre jésuite allemand, missionnaire, explorateur et linguiste en Inde. Il est l'un des premiers sanskritistes européens et un précurseur des études sanskrites.

## Biographie

### D’Europe à Mogol
À la fin de ses études de théologie à Dillingen et Innsbruck Roth est ordonné prêtre à Innsbruck, le 29 mai 1649, 
Il arrive à Goa en 1651 par la voie terrestre, passant par Smyrne et Ispahan. Après quelques années passées dans la région de Goa il rejoint la mission de mogol des jésuites où il missionne quelque temps à Srinagar (de Garhwal) avant d’être nommé recteur du petit collège d’Āgrā en février 1659. Doué pour les langues il étudie l’hindoustani, l’ourdou avant de se consacrer entièrement à l’étude du sanskrit.

### D’Āgrā à Rome
En 1662 il accompagne à Rome Johann Grueber, qui en compagnie d’Albert Dorville a fait le voyage de Pékin à Āgrā, à travers le Tibet et le Népal. Arrivé à Rome en 1664 il s’arrange avec Athanasius Kircher pour publier ses recherches sanskrites et une histoire de la mission de Mogol. C’est à Rome qu’il compose sa grammaire sanscrite (bien que l’on croie généralement qu’il le fit à Agra). C’est la première grammaire sanskrite composée par un Européen.
Avant de reprendre la route pour l’Inde (toujours par voie terrestre) il rencontre le supérieur général des jésuites Jean-Paul Oliva lui demandant d’envoyer davantage de missionnaires à 'Mogol' (Inde du Nord), avec l’autorisation d’ouvrir une mission au Népal.

### De Rome à Agra
En septembre 1664 Roth entreprend le voyage de retour, en compagnie de Grueber, passant par Venise, Constantinople et le Moyen-Orient. Grueber reste à Constantinople, et Roth arrive seul à Agra en novembre 1667. Il est possible qu’il ait fait vers la fin de sa vie un autre voyage au Népal. Il s’intéressait beaucoup au Tibet.
Roth meurt à Agra le 20 juin 1668. Sa tombe se trouve dans le cimetière catholique d'Agra.

## Œuvres

### Grammaire sanskrite
- Roth étudie la langue sanskrite durant plusieurs années. À Rome en 1664 il fait imprimer une Grammatica Linguae Samscretanae Brachmanum Indiae Orientalis. La grammaire est divisée en cinq chapitres: orthographie, déclinaisons, conjugaisons, formation des mots et syntaxe. Dans un appendice l’auteur presente 37 types de versets différents avec exemples et traductions en latin. Un original de la grammaire se trouve à la ‘’Biblioteca nazionale’’ de Rome, dont une édition en facsimilé a été publiée à Leyde en 1988 : The Sanskrit grammar and manuscripts of Father Heinrich Roth, S.J. (1620-1668) : facsimile édition of Biblioteca Nazionale, Rome, Mss. or. 171 and 172. Heinrich Roth, avec introduction de Arnulf Camps et Jean-Claude Muller. Éd. Brill, Leyde, 1988.  (ISBN 978-90-04-08608-1) L’indianiste allemand Max Müller fait allusion à la grammaire de Roth comme étant un ‘opus exactissimus’.

### Autres œuvres
- Roth était  un connaisseur de la littérature sanskrite et de la philosophie indienne. La bibliothèque du Vatican possède une copie manuscrite faite par Roth du Panca tattva prakasha de Venidatta (un dictionnaire composé en 1644), et de Vedantasara, une œuvre philosophique du XVe siècle.

- L’introduction à l’écriture devanāgarī du China illustrata de Athanasius Kircher, ainsi que la translittération en sanskrit des Pater Noster et Ave Maria sont l’œuvre de Roth.